# Pirimidina-deossinucleoside 1'-diossigenasi
La pirimidina-deossinucleoside 1'-diossigenasi è un enzima appartenente alla classe delle ossidoreduttasi, che catalizza la seguente reazione:
2′-deossiuridina + 2-ossoglutarato + O2 ⇄ uracile + 2-deossiribonolattone + succinato + CO2
L'enzima richiede Fe(II) ed ascorbato e catalizza una reazione molto simile a quella della pirimidina-deossinucleoside 2'-diossigenasi (numero EC 1.14.11.3).